# Pinguicula laueana
Pinguicula laueana är en tätörtsväxtart som beskrevs av F. Speta och F. Fuchs. Pinguicula laueana ingår i släktet tätörter, och familjen tätörtsväxter. Inga underarter finns listade i Catalogue of Life.

## Bildgalleri

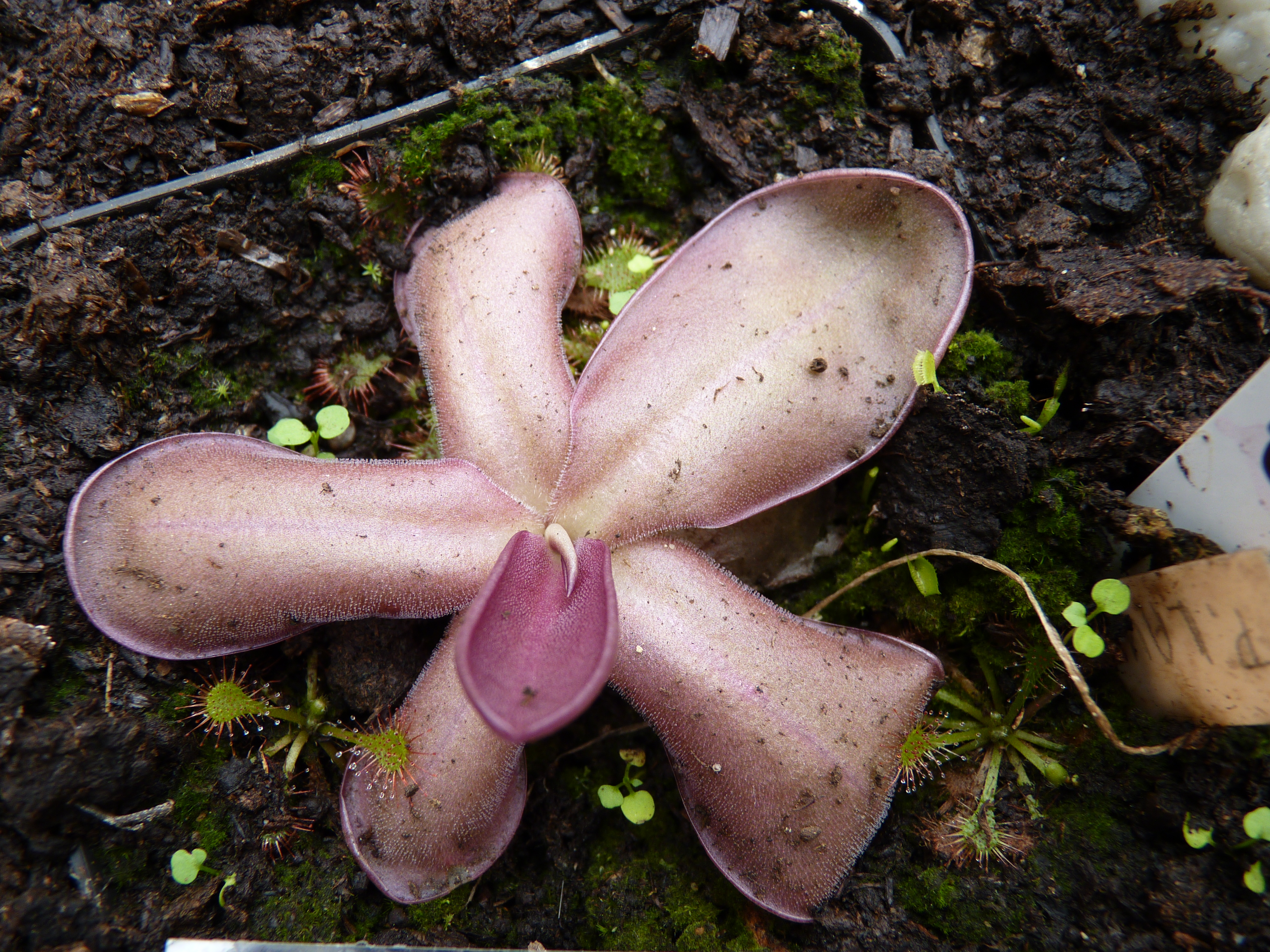